# Vittorio Morasso
Vittorio Morasso (nascut el 1920 - mort el 1988) va ser un arquitecte italià conegut per la seva contribució a l'arquitectura racionalista italiana del segle xx. Durant la seva carrera, va dissenyar diversos edificis residencials a Milà, entre els quals destaca el Palazzo Morasso, una obra emblemàtica situada al barri de Quadronno.
Vittorio Morasso va néixer el 1920 a Milà, en una família d'arquitectes. Es va graduar en arquitectura al Politecnico di Milano el 1946. Des dels seus primers anys professionals, Morasso va mostrar un interès especial pel moviment racionalista, influenciat per arquitectes com Franco Albini i Luigi Caccia Dominioni.
La seva obra més coneguda és el Palazzo Morasso, construït el 1959 al carrer Via Crivelli 20 a Milà. Aquest edifici es caracteritza per la seva estructura innovadora, composta per dos cossos laterals en forma de torre i un cos central que els connecta. Aquesta configuració arquitectònica reflecteix l'enfocament racionalista de Morasso, que combinava la simplicitat formal amb una alta funcionalitat.
Morasso es va inspirar en part en els treballs de Luigi Caccia Dominioni i Franco Albini, dels quals va adoptar l'atenció al detall i la integració harmònica de l'edifici en el context urbà.
Tot i que no va gaudir de la mateixa notorietat que alguns dels seus contemporanis, Vittorio Morasso va tenir un impacte significatiu en l'evolució de l'arquitectura moderna a Milà. La seva obra va tenir un paper clau en la definició de l'estètica i la funcionalitat dels edificis residencials durant el període de reconstrucció de la ciutat.
Morasso va morir el 1988 deixant un llegat arquitectònic que continua sent estudiat i apreciat per professionals i historiadors de l'arquitectura.